# Giōrgos Dedas
Giōrgos Dedas (in greco Γιώργος Δέδας?; Komotini, 2 gennaio 1980) è un allenatore di pallacanestro ed ex cestista greco.

## Carriera
Con la Grecia under 26 ha disputato i Giochi del Mediterraneo di Almería 2005.